# Struth (Naturschutzgebiet)
Koordinaten: 50° 3′ 12″ N, 7° 39′ 27″ O

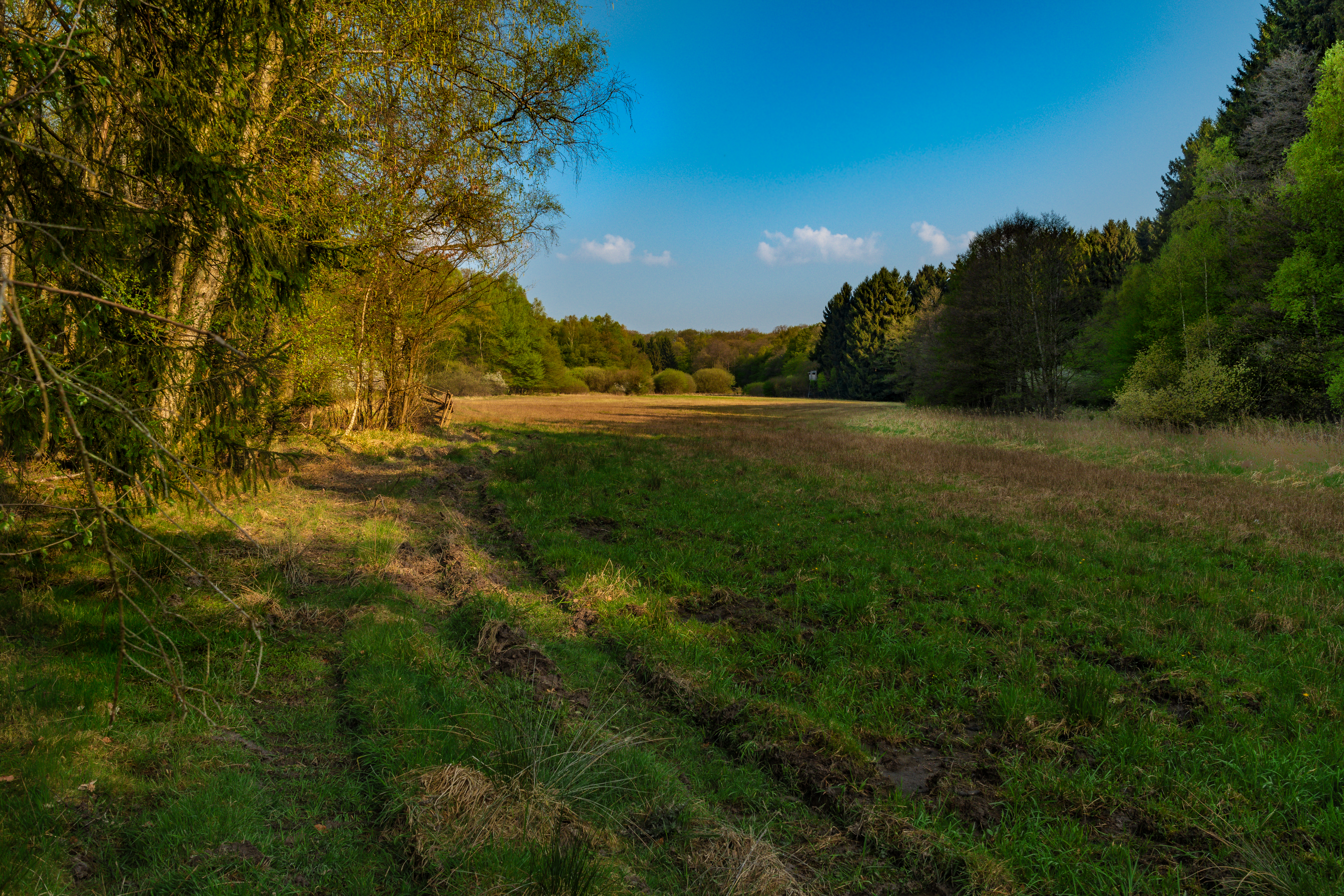
Das Naturschutzgebiet Struth im Rhein-Hunsrück-Kreis bei Perscheid und Wiebelsheim

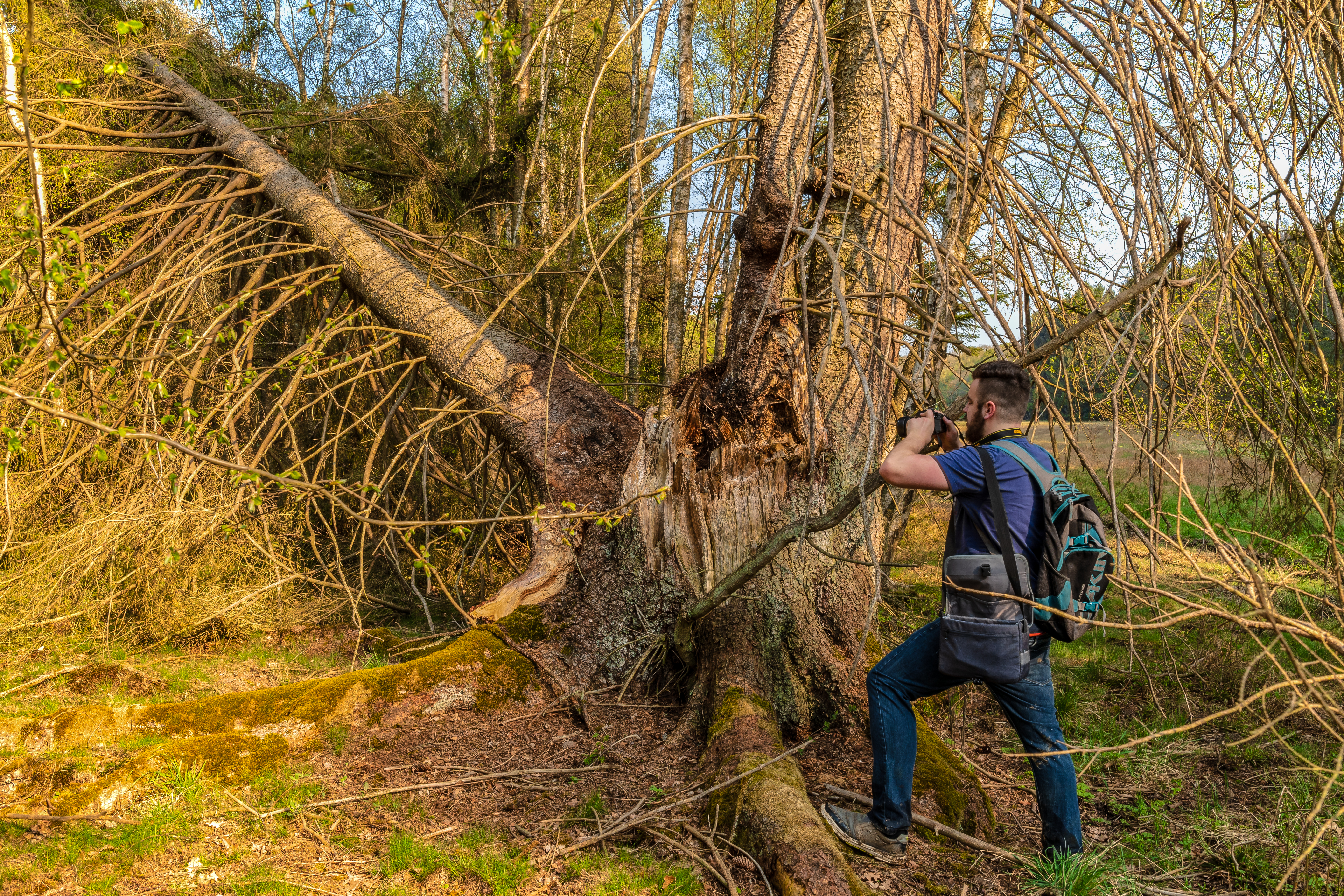
Bruchwald im NSG Struth

Das Naturschutzgebiet Struth im Rhein-Hunsrück-Kreis ist ein 871 ha großes Gelände, das zu den größten Naturschutzgebieten in Rheinland-Pfalz zählt. Die Struth umfasst südwestliche Gebietsteile der Gemarkung Perscheid und nordwestliche Gebietsteile der Gemarkung Wiebelsheim. Im Süden des Naturschutzgebiets grenzt der Hochwildschutzpark Hunsrück an. Die Gemeinden Perscheid und Wiebelsheim gehören zur Verbandsgemeinde Hunsrück-Mittelrhein.
Das Gelände, dessen Nutzung durch Hügelgräberfunde bis in die Keltenzeit zurückdatierbar ist, setzt sich aus Laub- und Nadelwälder zusammen, die mit großflächigen Feuchtwiesen und kleineren Heideflächen durchzogen sind. Die Nassflächen setzen sich zusammen aus naturnahen Quellbächen, Teichen und Tümpeln, die in der Anzahl ein Biotopmosaik bilden. In der Struth finden zahlreiche bestandsbedrohte Tier- und Pflanzenarten einen idealen Lebensraum, der durch die geschützten, natürlich entstandenen Feucht- und Bruchwaldflächen ermöglicht wird. Insbesondere die unter Artenschutz stehende Bechsteinfledermaus und der Breitrandkäfer sind im FFH-Gebiet-Steckbrief Natura 2000 angeführt.
Durch die Firma juwi wurde am 16. Dezember 2013 die Genehmigung zum Bau von zwei Windkraftanlagen vom Typ Vestas V 126 in der südöstlichen Gemarkung Wiebelsheim beantragt. Der geplante Standort der Windkrafträder befindet sich unmittelbar an der nordwestlichen Grenze des Naturschutzgebiets.
Das Genehmigungsverfahren ist derzeit noch nicht abgeschlossen. Es werden starke Bedenken und Einwände gegen die zwei Windkraftanlagen angeführt. Deren Bau sowie die Inbetriebnahme könnten zum einen gegen baurechtliche Richtlinien verstoßen und zum anderen negative Beeinträchtigungen auf Kultur- und Naturschutzaspekte auslösen. Neben gegensätzlichen Auslegungen bezüglich des einzuhaltenden Mindestabstands zu Wohngebieten, bestehen darüber hinaus kontroverse Standpunkte zwischen den Befürwortern und Gegnern des Projekts hinsichtlich des Weltkulturerbes Oberes Mittelrheintal, den im betroffenen Gelände vorhandenen Bodendenkmälern und der möglichen Auswirkungen auf den Natur- und Artenschutz.